# Саррис, Яннис
Яннис Саррис (греч. Γιάννης Σαρρής; 1915 — 7 марта 1949), известен и как Саррияннис (греч.  Σαρρηγιάννης) — греческий коммунист, командир подразделений Народно-освободительной армии Греции (ЭЛАС) и Демократической армии Греции (ДСЭ) на полуострове Пелопоннес.

## Биография
Яннис А. Саррис родился в селе Циталия, Кинурия в 1915 году.
Окончил гимназию в городе Леонидио в 1935 году.
В 1936 году был призван в армию. Демобилизовался в 1939 году, в звании младшего лейтенанта запаса.
В октябре 1940 года, с началом победоносной для греческого оружия Греко-итальянской войны, был вновь призван в армию и воевал в Эпире и Албании.
После того как на помощь итальянцам пришла Гитлеровская Германия и часть генералитета подписала «почётную капитуляцию», Саррис вернулся в своё село.
Он вступил в Национально-освободительный фронт Греции (ЭАМ) и руководил его организациями в своём округе до 1943 года.
В июне 1943 года вместе с К. Апалодимосом, он возглавил командование отряда 30 местных жителей на горе Парнон.
27 июля 1943 года Сарияннис, со своим взводом, устроили засаду итальянской роте, которую возглавлял печально известный в регионе итальянский фашист, капитан Фестучио.
Итальянская рота была разгромлена. Результат победы 30 греческих партизан был впечатляющим: 32 итальянца, включая капитана Фестучио, были убиты, 45 солдат и 3 офицера были взяты в плен, из бежавших 36 были ранены. Партизаны не потеряли ни одного человека. После войны многие партизаны ЭЛАС, участники этого боя, предстали перед трибуналами правых правительств, обвиняемые в убийстве греческого гражданина Т. Карагеоргиса, который оказался среди убитых итальянцев, будучи их переводчиком.
Впоследствии Саррияннис стал командиром 2-й роты, 1-го батальона, 8-го полка Народно-освободительной армии Греции (ЭЛАС) и к 1944 году принял командование 8-м полком ЭЛАС.
После того как немцы осенью 1944 года оставили Пелопоннес, Сарияннис возглавил гражданскую милицию (ополчение) Аркадии и Лаконии.
После освобождения и в период т. н. «Белого террора», когда банды монархистов и жандармерия преследовали бывших бойцов ЭЛАС, Сарияннис скрывался в окружающих его село горах.
Был схвачен жандармами в октябре 1945 года и находился в заключении в тюрьме города Спарта до марта 1946 года.
С началом Гражданской войны (1946—1949) вступил в Демократическую армию Греции (ДСЭ) и воевал в регионе горы Меналон.
В ноябре 1948 года и получив звание полковника, был назначен командиром 22-й бригады, одной из двух бригад III дивизии ДСЭ Пелопоннеса:864.
В силу географической изоляции Пелопоннеса, не имея никакой материальной поддержки и противостоя правительственной авиации, флоту, армии и бронетехнике, дивизия к 1949 году была разгромлена.
Героическая III дивизия ДСЭ получила среди соратников и в историографии имя «Дивизия мёртвых»: Из примерно 3200 её бойцов, 3000 пали на поле боя.
Сарияннис погиб в бою 7 марта 1949 года на рубеже Ахайи и Элиды.
Историк Т. Герозисис пишет, что Сарияннис покончил жизнь самоубийством:864.